# Dschit

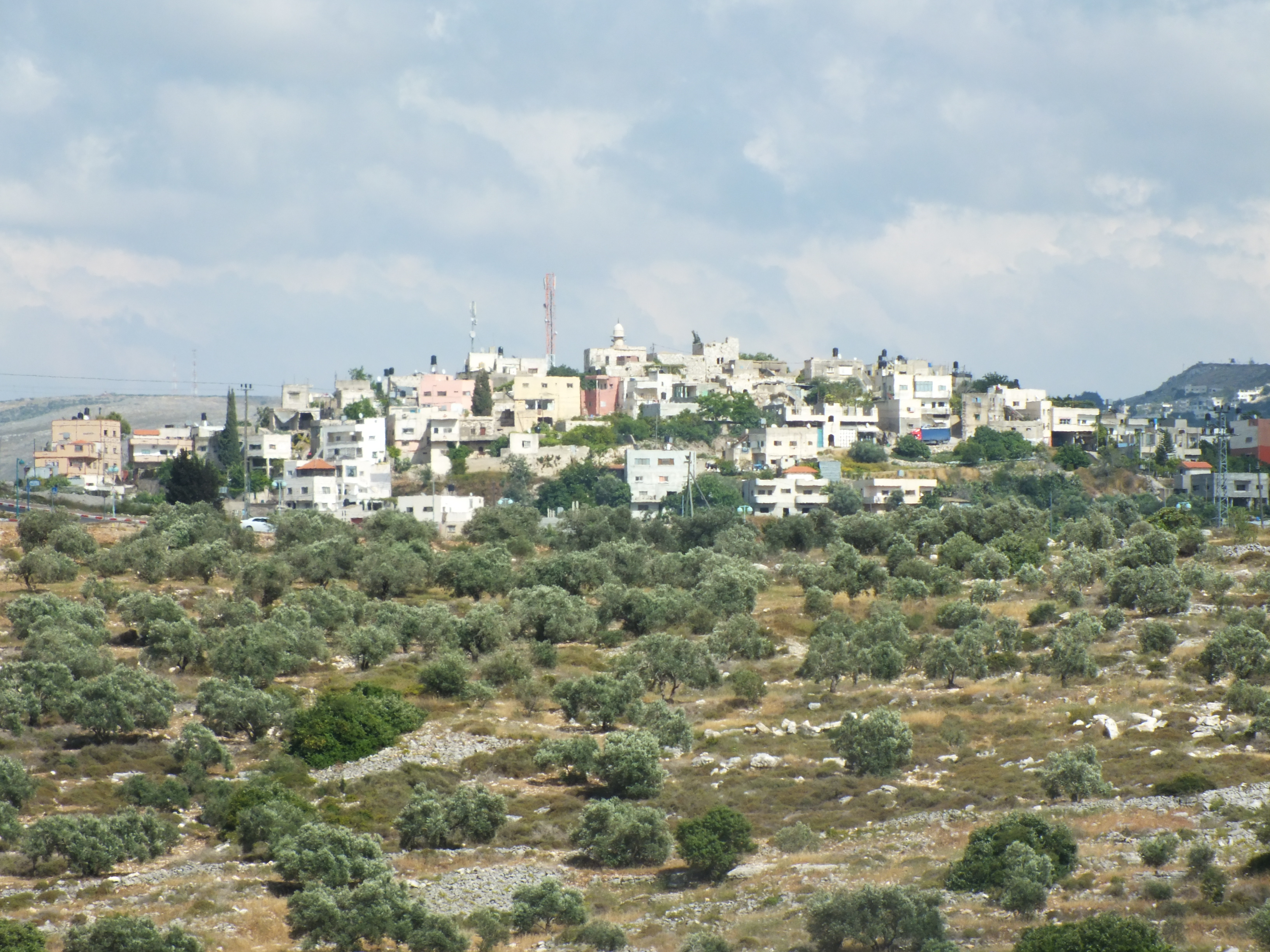
Dschit (2013)

Dschit (arabisch جيت) ist eine Siedlung im Gouvernement Qalqilya der Palästinensischen Autonomiebehörde im Nordwesten des Westjordanlandes. Der Ort liegt etwa zehn Kilometer westlich von Nablus und hat (Stand 2017) 2405 Einwohner.

## Geschichte
Mittelalterliche samaritanische Chroniken nennen westlich von Nablus folgende Ortschaften: „(ḳerjet) dschīt, ḳerjet ḥaddsche, … ferʿata … el-funduḳ und ʿanebta.“
Pierre Jacotin erstellte 1799 im Zuge von Napoleons Ägypten-Expedition die Carte topographique de l’Égype. In Palästina definierte Jacotin die überregionalen Straßen durch die Orte, die sie berühren; er wertete für diese Ortsnamen ein Itinerar eines Einwohners von Shefa ʿAmr aus. An der Straße von Jaffa nach Nablus lagen demnach: Hazoun (= ʿAzzoun), Fondouk (= el-Funduq), Qarihagi (= Quryet Jitt) und Rafidiyeh.
Victor Guérin besuchte das von ihm Kiriet Jitt genannte Dorf im Jahr 1870. Die Einwohnerschaft schätzte er auf 750 bis 800 Personen. Einige Häuser wiesen behauene Steine auf, die alt zu sein schienen. „Viele dieser Häuser sind sehr baufällig, andere sind völlig zerstört. Auf halber Höhe des Berges, in Richtung Nordwesten, befindet sich im Schatten einer Baumgruppe ein großer und jetzt sehr verfallener Brunnen, zu dem man etwa fünfzehn Stufen hinabsteigt.“ Guérin schlug eine Identifikation von Kiriet Jitt mit dem von kaiserzeitlichen christlichen Schriftstellern genannten Ort Γιττα Gitta vor.
Im Survey of Western Palestine (1882) wurde der Ort als Kuryet Jît bezeichnet und beschrieben als „ein aus Steinen gut gebautes Dorf, in dem sich ein hohes Haus befindet. Es liegt auf einer Anhöhe nahe der Hauptstraße und ist von Oliven[hainen] umgeben; es besitzt einen Brunnen auf der Westseite.“
In der britischen Mandatszeit gehörte Dschit (Qariet Jit) zum Subdistrikt Nablus im Distrikt Samaria. Nach dem Zensus vom Oktober 1922 lebten hier 285 muslimische Einwohner. Die Einwohnerzahl wird für 1945 mit 440 Arabern angegeben. Zum Dorf Jit gehörten demnach insgesamt 6461 Dunam, davon 61 Dunam bebaute Fläche, 816 Dunam bewässerte landwirtschaftlich genutzte Fläche, 3915 Dunam für den Getreideanbau genutzte und steuerpflichtige Fläche, 1669 Dunam unkultivierbare Fläche.
Nach dem Palästinakrieg und dem Waffenstillstandsabkommen von 1949 kam das Dorf Dschit unter jordanische Verwaltung. Seit dem Sechstagekrieg 1967 steht es unter israelischer Besatzung.

## Aktuelle Situation
Direkt westlich von Dschit, getrennt durch die israelische Nationalstraße 55, befindet sich die 1975 gegründete, auf mehrere Hügelkuppen verteilte israelische Siedlung Kedumim. Dschit liegt damit am Rande des durch diese Straße erschlossenen israelischen „Siedlungsfingers“. Auf der Ostseite der Schnellstraße und damit als südliche Nachbarorte von Dschit gibt es die beiden kleinen zur Kedumim-Gruppe gehörenden Siedlungen Mitzpe Jischai und Bnei Chajil. Etwas weiter im Südosten wurde 2002 der Outpost Chavat Gilad angelegt. Er ist erschlossen durch die Nationalstraße 60, die nördlich von Dschit auf die 55 trifft, so dass Dschit von Westen, Norden und Osten von israelischen Schnellstraßen eingegrenzt ist. Nordwestlich von Kedumim liegt das Palästinenserdorf Kafr Qaddum, das durch die noch aus osmanischer Zeit stammende Straße 5505 mit Dschit verbunden ist. Diese Straße wurde im Jahr 2000 in der Zweiten Intifada vom israelischen Militär aus Sicherheitsgründen gesperrt und blieb auch nach 2005 gesperrt, als sich die Sicherheitslage besserte, da die Straße mittlerweile zwischen zwei Siedlungen der Kedumim-Gruppe verlief. Dies zwingt die Einwohner der eigentlich 1,5 Kilometer entfernten Nachbarorte Dschit und Kafr Qaddum zu Umwegen von 15 Kilometern.
Olivenanbau und die Produktion von Olivenöl ist ein wichtiger Einkommenszweig in Dschit. Anfang März 2008 wurden 200 Setzlinge in den Ölbaumhainen des Dorfs Dschit zerstört. Die Einwohner machten dafür den Outpost Chavat Gilad verantwortlich und forderten besseren Schutz ihrer Haine durch das in der Gegend stationierte israelische Militär. Ein Sprecher von Chavat Gilad wies die Beschuldigung zurück. Nachdem Rabbi Raziel Schevach, ein Einwohner von Chavat Gilad, von einem Hamas-Terroristen aus Dschenin ermordet worden war, wurden Siedler aus Chavat Gilad im Januar 2018 dabei gefilmt, wie sie Häuser in den Nachbardörfern Farata und Dschit mit Steinen bewarfen.
Am Abend des 15. August 2024 drang eine Gruppe von etwa fünfzig bis hundert teilweise maskierten und mit Waffen und Molotow-Cocktails ausgerüsteten israelischen Siedlern in Dschit ein, eröffnete das Feuer auf die Einwohner und setzte Häuser und Autos in Brand. Das palästinensische Gesundheitsministerium in Ramallah teilte mit, dass ein Einwohner von Dschit durch die Schüsse von Siedlern getötet und ein zweiter schwer verletzt wurde. Drei Personen wurden demnach durch Steinwürfe verletzt. Der Menschenrechtsgruppe Jesch Din zufolge setzten die Angreifer vier Häuser und sechs Autos in Brand. Haaretz zitierte eine Quelle aus Sicherheitskreisen, der zufolge ein Molotow-Cocktail auf ein Haus geschleudert wurde; die darin lebende Familie konnte sich in letzter Minute ins Freie retten und blieb fast unverletzt, während das Haus niederbrannte. Wie das israelische Armeeradio meldete,  wurde ein Konvoi von neun Fahrzeugen von einer Sicherheitskamera gefilmt, wie er aus Chavat Gilad kommend in Dschit eintraf und später wieder zum Outpost zurückkehrte. Ein erster Untersuchungsbericht der israelischen Armee stellte fest, dass kurz nach Beginn des Angriffs Reservisten eines benachbarten Heimatschutz-Kommandos in Dschit eintrafen, welche aber die randalierenden Siedler gewähren ließen. Später trafen bewaffnete Mitglieder des Sicherheitsdienstes von Havat Gilad am Tatort ein. Schließlich kamen auch Angehörige des israelischen Grenzschutzes hinzu; sie vertrieben die Siedler, ohne jemanden festzunehmen. Die einzige festgenommene und später freigelassene Person, über die in den Medien berichtet wurde, war der Polizei außerhalb des palästinensischen Dorfs aufgefallen.
Der Vorsitzende der Regionalverwaltung von Samaria, Jossi Dagan, erklärte im Radiosender Kan, die meisten Angreifer stammten nicht aus der Nachbarschaft von Dschit: „Wir wissen, dass das eine WhatsApp-Gruppe von randständigen, gewalttätigen Jugendlichen ist, von denen die meisten nicht einmal aus Samaria kommen.“
Der Angriff wurde sowohl von israelischen Spitzenpolitikern als auch international verurteilt. Der israelische Präsident Jitzchak Herzog schrieb bei X, er verurteile „das Pogrom heute abend in Samaria“ aufs Schärfste.